# 紀伊長島町
紀伊長島町（きいながしまちょう）は、かつて三重県北牟婁郡にあった町。三重県南部に位置し、東紀州地域に含まれていた。
2005年（平成17年）10月11日、海山町と合併して紀北町が発足し、自治体としての紀伊長島町は廃止された。合併特例法で定められた地域自治区制度を導入して紀北町紀伊長島区が設置されたが、2016年（平成28年）3月31日に地域自治区は廃止された。
世界遺産に登録されている熊野古道がある。毎年7月には海のねぶたと呼ばれる巨大燈籠と花火の祭典燈籠祭が開催される。

## 地理

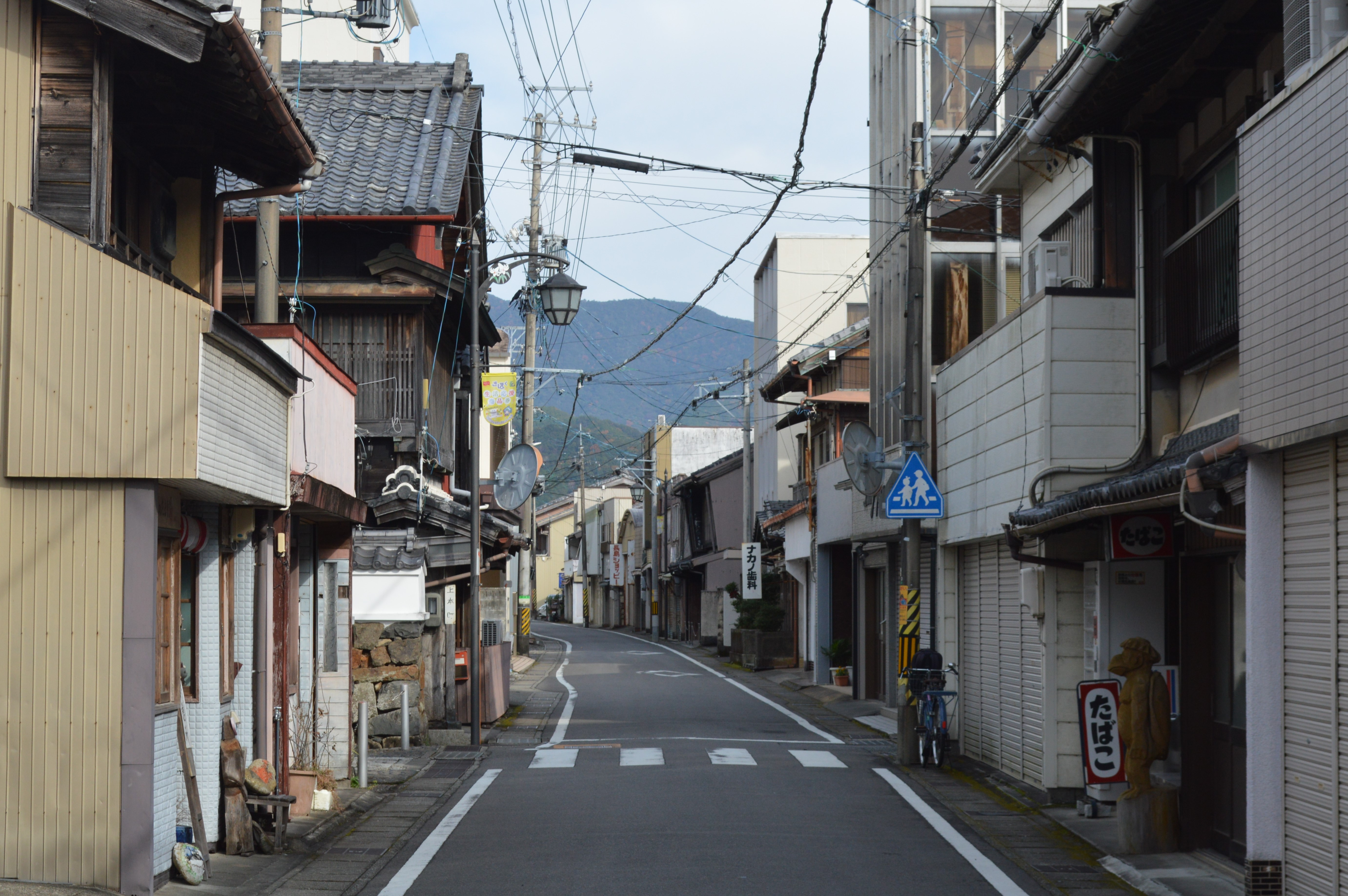
旧市街地である魚まち

気候は温暖であり、降水量が多かった。
- 河川
  - 赤羽川
  - 有久寺川
  - 志子川
  - 片上川
  - 尾山川
  - 萩原川

### 隣接していた自治体
- 多気郡：宮川村
- 度会郡：大紀町、
- 北牟婁郡：海山町

## 歴史
- 1889年（明治22年）4月1日 - 町村制施行により、近世以来の長島浦が単独で自治体を形成して北牟婁郡長島村が発足。
- 1899年（明治32年）2月21日 - 長島村が町制施行して長島町となる。
- 1950年（昭和25年）12月15日 - 長島町が二郷村を編入。
- 1951年（昭和26年）11月22日 - 昭和天皇の戦後巡幸。紀伊長島駅にお召し列車が停車し、駅前奉迎が行われた[1]。
- 1955年（昭和30年）1月1日 - 長島町と三野瀬村が合併し、改めて長島町が発足。
- 1955年（昭和30年）2月5日 - 長島町が赤羽村を編入。
- 1970年（昭和45年）8月1日 - 長島町が改称して紀伊長島町となる。同じ三重県内に桑名郡長島町（現・桑名市長島町）があったため。
- 2005年（平成17年）10月11日 - 海山町と合併して紀北町が発足。同日紀伊長島町廃止。

## 行政
- 町長：奥山始郎

### 広域行政
- 紀北広域連合
- 尾鷲地区広域行政事務組合
- 三重紀北消防組合

## 姉妹都市・提携都市
- 四條畷市（大阪府） - 1995年（平成7年）7月1日友好都市提携

## 経済

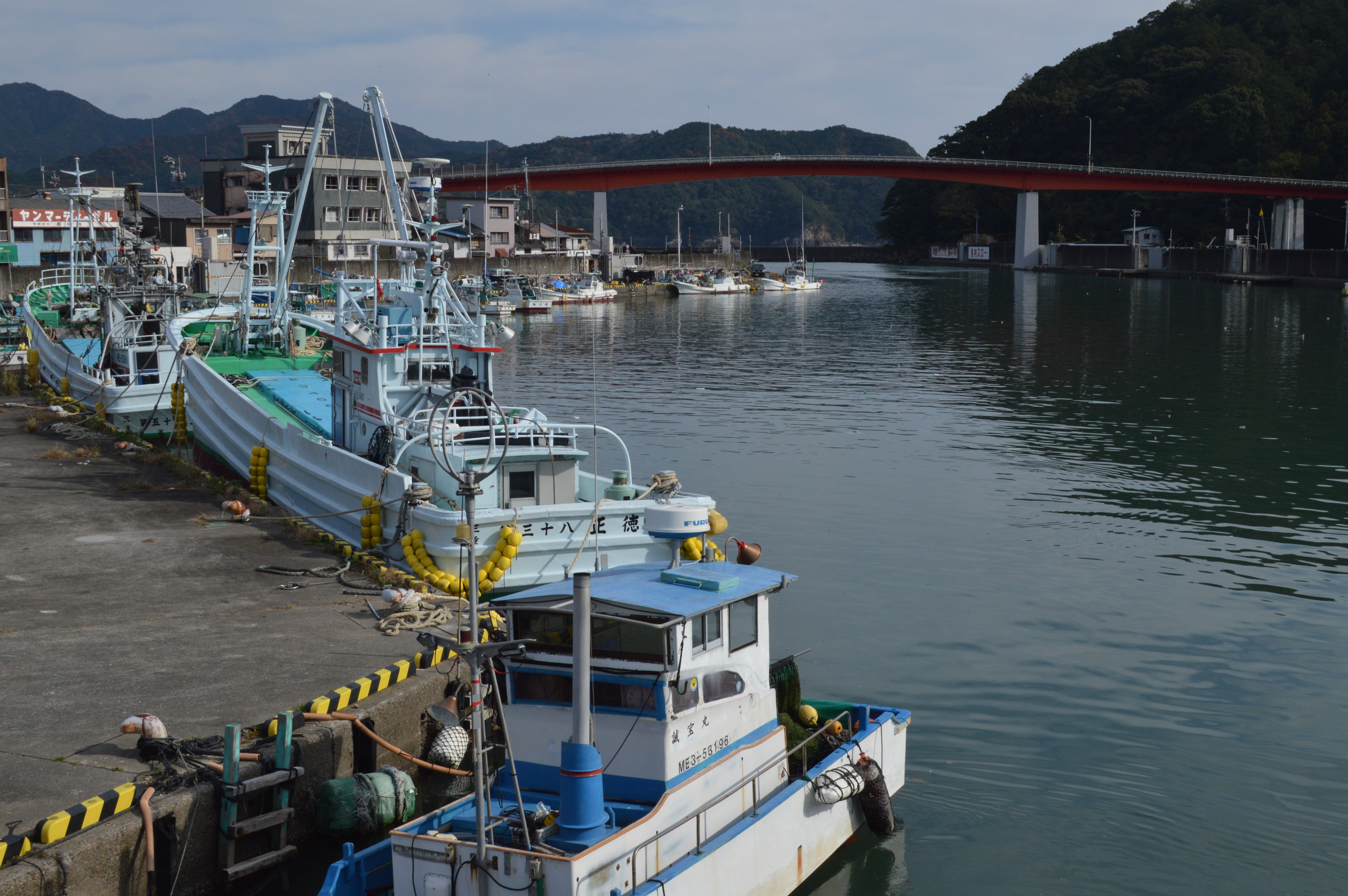
江ノ浦湾と江ノ浦大橋

黒潮の恩恵を受けており、熊野灘における漁業が盛んだった。
熊野灘レクリエーション都市開発を進めており、観光立町を目指していた。

## 教育

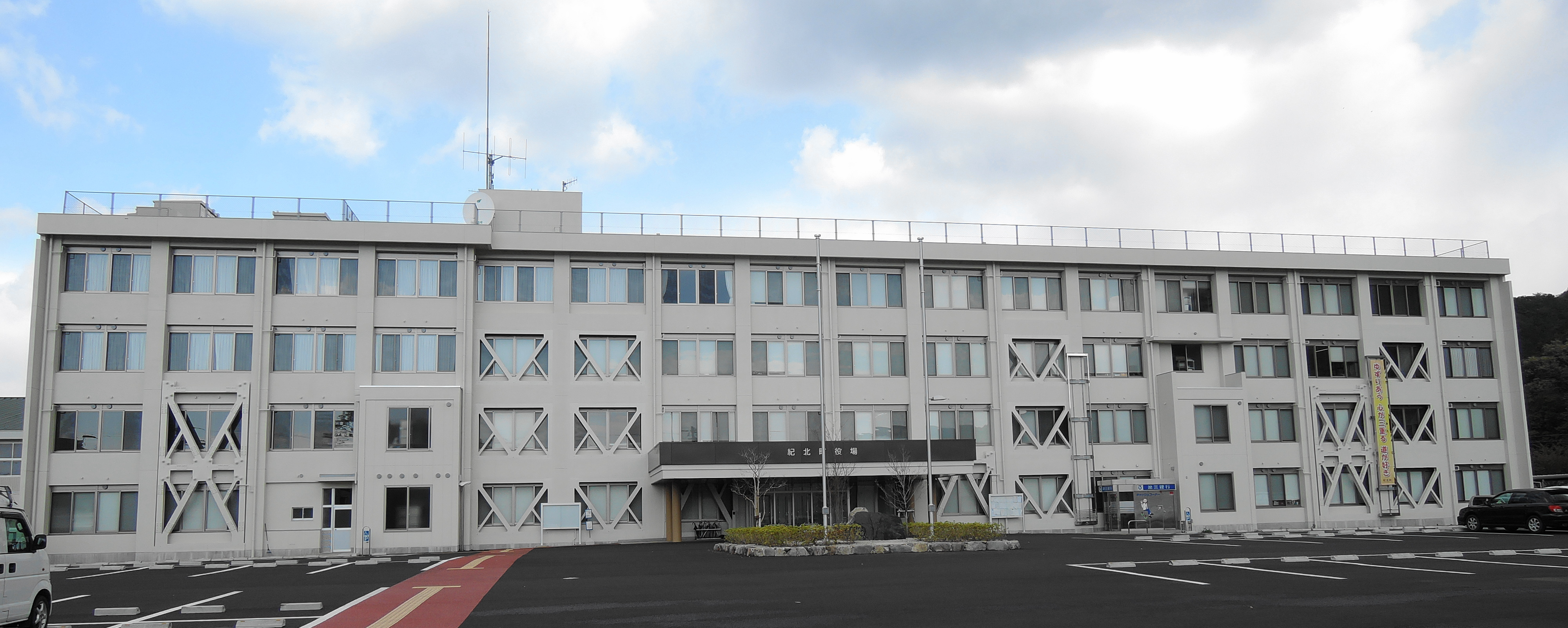
三重県立尾鷲高校長島校舎

### 高等学校
- 三重県立尾鷲高校長島校舎[2]。

### 中学校
- 紀伊長島町立赤羽中学校
- 紀伊長島町立紀北中学校

### 小学校
- 紀伊長島町立赤羽小学校
- 紀伊長島町立海野小学校
- 紀伊長島町立志子小学校
- 紀伊長島町立西小学校
- 紀伊長島町立東小学校
- 紀伊長島町立三浦小学校

### 図書室
- 紀伊長島町多目的会館図書室

## 交通

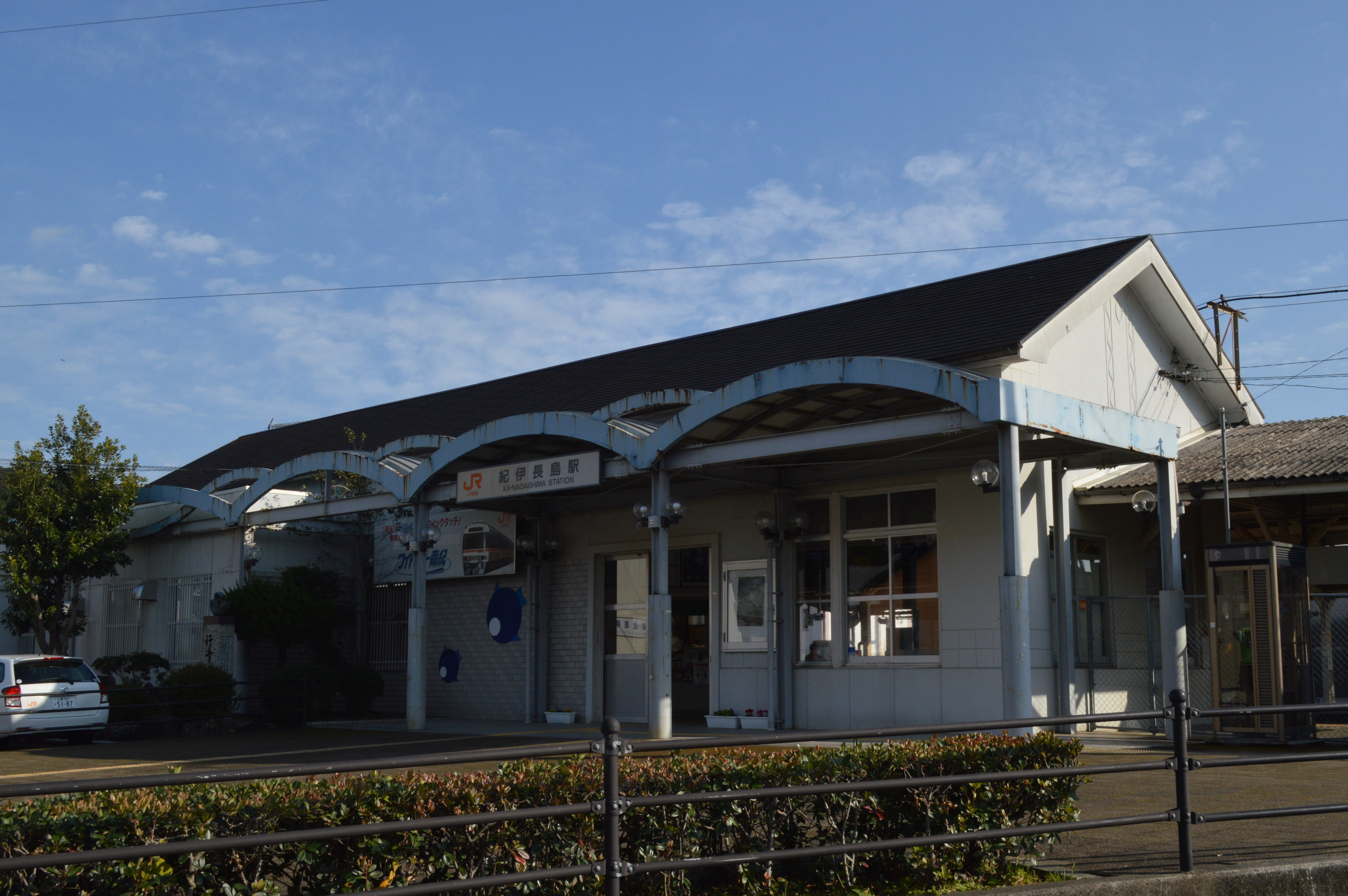
紀伊長島駅

### 鉄道
- 東海旅客鉄道
  - 紀勢本線：紀伊長島駅 - 三野瀬駅

### バス
- 三重交通

### 一般国道
- 国道42号
- 国道260号

## 電気
紀伊長島町（旧・長島町）における電気供給は1915年（大正4年）に始まり、以後1927年（昭和2年）にかけて北牟婁電気という電力会社が担当していた。同社は松阪に本社を置く会社ながら、小規模な内燃力発電所を町内の山居に置き長島町を中心に供給した。その後の再編を経て、1951年（昭和26年）以降紀伊長島町域は中部電力の供給区域に属した。

## 娯楽
かつて紀伊長島町には以下の映画館があった。1960年（昭和35年）の北牟婁郡には8館の映画館があった。
- 三河劇場
- 長島映画劇場
- 大洋館
- 中央劇場

## 名所・旧跡・観光スポット

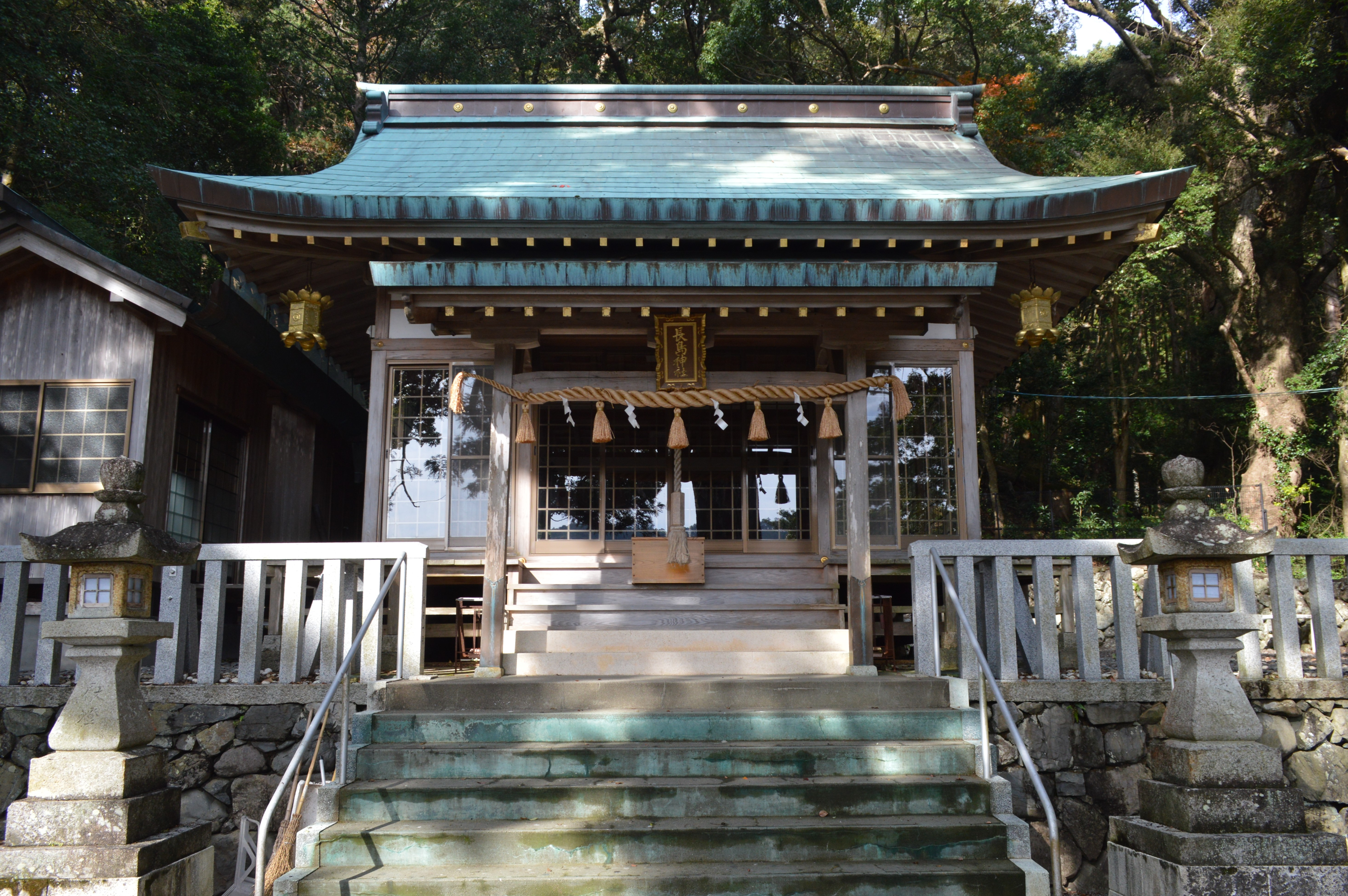
長島神社

- 長島城址（町指定史跡）
- 長島神社
- 長楽寺
- 仏光寺
- 有久寺温泉
- きいながしま古里温泉
- 道の駅紀伊長島マンボウ

## 出身者
- 小倉肇 - 児童文学者・教育者[6]。
- 浜口熊嶽 - 霊術師。
- 大久保房男 - 著作家。
- 北村博司 - ジャーナリスト。
- 宮原章次 - 科学者。